# Poškození rostlin
Poškození rostlin je termín zahrnující odchylky od normálního morfologického tvaru rostlin, které vznikají mechanicky působením člověka, životního prostředí nebo působením zvířat. Poškození, která mohou vznikat působením chemickým nebo virů, viroidů, bakterií, fytoplasem a hub se nazývají choroby rostlin, neb dochází k reakci rostliny na podmět změnou fyziologických funkcí. Člověk působí mechanická poškození rostlin často nechtěně prostřednictví strojů, prostředí pak prostřednictvím různých faktorů, například větru. U zvířat je to pak nejčastěji hmyz, který tvoří nejvíce popsatelných a identifikovatelných poškození, ale i slimáci, myši a další. U hmyzu se setkáváme buď s okusem - hmyz s kousacím ústním ústrojím nebo s deformacemi působenými hmyzem s bodavě savým ústním ústrojím. Podobná poškození se pak zahrnují pod souhrnné názvy jako například okénkování (vyžírání malých otvorů v listech), minování (vyžírání parenchymu listů) či červivost (žír škůdce uvnitř rostlinných orgánů).